# Proconica flavimaculalis
Proconica flavimaculalis là một loài bướm đêm trong họ Crambidae.